# 新海連控股
新海連控股有限公司，簡稱新海連控股（英語：New Headline Holdings Limited），在2013年，由當時新海連（香港）有限公司成立「連雲港源運實業有限公司」，現時主席韋鏵擔任非執行董事，業務在中國內地經營建設管理服務、建材供應、環境維護服務等。
當時計劃上市日期為2017年7月19日於港交所創業板上市，當時代碼為8276.HK，而全球招股定價為1.7港元，全球發售為2億股，而集資額為3.91億港元。
由於大股東韋鏵配偶謝碧蕊在居所被連雲港公安局監視，基於公眾考慮，因此不予進行。

## 連結
- Newheadline.com.hk （页面存档备份，存于）